# Rudagh
Rudagh (in croato: Klještac) è uno scoglio del mare Adriatico, adiacente alla costa della Dalmazia meridionale, in Croazia, nella regione raguseo-narentana. 
Si trova nel vallone di Clesto o Clesto e Neum (zaljev Neum - Klek) di fronte al porto di Clesto o Clecco (Klek).
Rudagh, sul quale c'è un piccolo faro, è situato a circa 110 m da una piccola punta che divide la valle di Clesto o di Klek (uvala Klek) dalla piccola valle Klestina (uvala Klještine); poco più a ovest si trova la baia di Fonda (Duboka uvala) e punta Meged, Meceda o Madjed (rt Međed).
A sud di questo tratto di costa inizia il tratto dello sbocco al mare della Bosnia ed Erzegovina che comprende: la penisola di Clesto, culminante verso nord-ovest con la punta Capo di Clesto (rt rep Kleka) opposta a punta Meged; la parte sud-est del vallone di Clesto e Neum; e, dividendolo in lunghezza, la parte orientale del canale di Stagno Piccolo (Malog Stona kanal). Di fronte a Rudagh (circa 670 m a sud-est) c'è il piccolo scoglio Lopata (hrid Lopata), che si trova in acque bosniache (42°56′03″N 17°33′54″E).

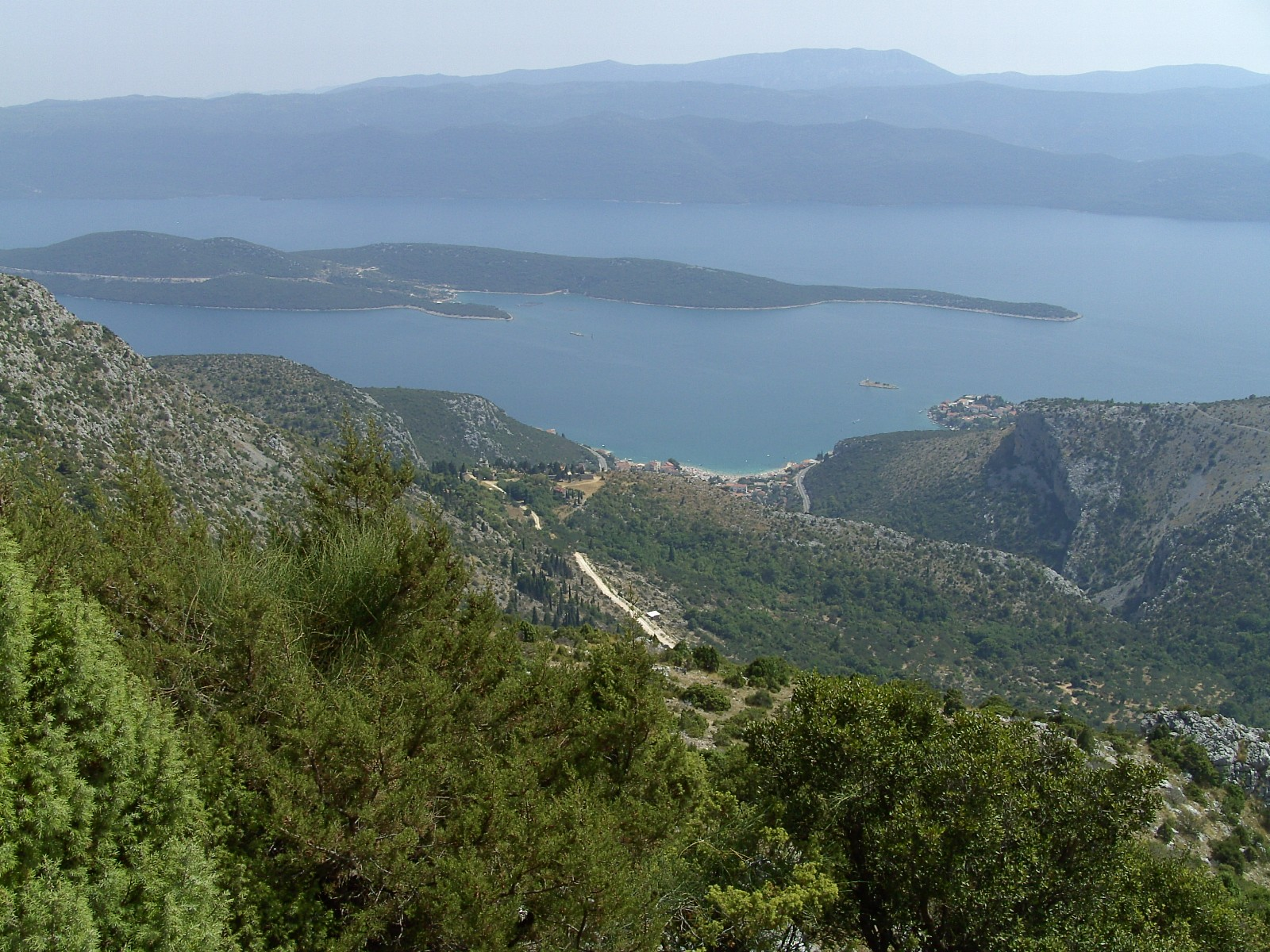
Il vallone e la penisola di Clesto con Rudagh visibile a destra.

### Cartografia
- (HR) Mappa topografica della Croazia 1:25000, su preglednik.arkod.hr. URL consultato il 12 febbraio 2017.
- G. Giani, Carta prospettiva delle Comuni censuarie della Dalmazia, foglio 12, 1839. Fondo Miscellanea cartografica catastale, Archivio di Stato di Trieste.